# Vladimír Valenta
Vladimír Valenta (ur. 1920, zm. 1977) – czechosłowacki grafik, kierowca i konstruktor wyścigowy.

## Biografia
Projektował plakaty do zawodów w Brnie, między innymi do Grand Prix Czechosłowacji 1949. Ściganie się rozpoczął w 1951 roku, kiedy to zakupił podwozie JK z silnikiem Alfa Romeo, budując jednocześnie nadwozie do tego pojazdu. Jego pierwszym wyścigiem były zawody Ecce Homo, w których został jednak zdyskwalifikowany. Następnie rywalizował Cisitalią, którą po wprowadzeniu w Czechosłowacji Formuły Junior przebudował na samochód jednomiejscowy. Kiedy ogłoszono, że Formułę Junior zastąpi Formuła 3, Valenta wraz z Aloisem Gbelecem, Otto Buchbergerem, Josefem Brázdą i Stanislavem Chelíkiem przygotował projekt samochodu Formuły 3 z silnikiem Wartburg. Valenta był odpowiedzialny za projekt karoserii, a jego egzemplarz nosił nazwę Mustang. W 1964 roku kierowca zadebiutował w Pucharze Pokoju i Przyjaźni, zajmując w Brnie najlepsze miejsce spośród czechosłowackich zawodników (siódme). W mistrzostwach kraju zajął natomiast piąte miejsce, wygrywając nieoficjalne wyścigi w Gottvaldovie i Štramberku. W 1965 roku Valenta wygrał zawody w Štramberku, co pozwoliło mu ponownie zająć piąte miejsce w klasyfikacji. W 1967 roku ścigał się Saabem Formula Junior, po czym zakończył karierę zawodniczą. W 1969 roku z uwagi na wysokie wpisowe odrzucił ofertę Zetor RT startów Alfą Romeo GTAJ. Następnie kontynuował tworzenie plakatów do brneńskich wyścigów.

## Wyniki
| Legenda oznaczeń w tabelach wyników Wyświetl szablon na nowej stronie | Legenda oznaczeń w tabelach wyników Wyświetl szablon na nowej stronie                                                                     |
| Oznaczenie                                                            | Wyjaśnienie |
| --------------------------------------------------------------------- | --- |
| Złoty                                                                 | Zwycięzca lub mistrzostwo |
| Srebrny                                                               | 2. miejsce lub wicemistrzostwo |
| Brązowy                                                               | 3. miejsce lub II wicemistrzostwo |
| Zielony                                                               | Ukończył, punktował (w klasyfikacji generalnej, gdy zdobył co najmniej jeden punkt na przestrzeni sezonu, poza trzema powyższymi opcjami) |
| Niebieski                                                             | Ukończył, nie punktował (w klasyfikacji generalnej, gdy nie zdobył co najmniej jednego punktu na przestrzeni sezonu)                      |
| Czerwony                                                              | Nie zakwalifikował się (NZ) |
| Czerwony                                                              | Nie prekwalifikował się (NPK) |
| Różowy                                                                | Nie ukończył (NU) |
| Różowy                                                                | Niesklasyfikowany (NS) (w klasyfikacji generalnej, gdy nie został sklasyfikowany w żadnym wyścigu sezonu)                                 |
| Czarny                                                                | Zdyskwalifikowany (DK) |
| Czarny                                                                | Wykluczony (WYK/EX) |
| Biały                                                                 | Nie wystartował (NW) |
| Biały                                                                 | Kontuzjowany (K/INJ) |
| Biały                                                                 | Wyścig odwołany (OD/C) |
| Bez koloru                                                            | Został wycofany (WYC/WD) |
| Bez koloru                                                            | Nie przybył (NP/DNA) |
| Bez koloru                                                            | Nie brał udziału w treningach (NT/DNP) |
| Bez koloru                                                            | Nie został zgłoszony (–) |
| Pogrubienie                                                           | Start z pole position |
| Kursywa                                                               | Najszybsze okrążenie wyścigu |
| †                                                                     | Nie ukończył, ale jego rezultat został zaliczony ze względu na przejechanie więcej niż 90% dystansu wyścigu.                              |
| *                                                                     | Sezon w trakcie |
| 1/2/3                                                                 | Punktowana pozycja w sprincie kwalifikacyjnym                                                                                             |
| Lista systemów punktacji Formuły 1                                    | |

### Puchar Pokoju i Przyjaźni
| Rok  | Samochód | Silnik   | Wyniki w poszczególnych eliminacjach | Wyniki w poszczególnych eliminacjach | Wyniki w poszczególnych eliminacjach | Wyniki w poszczególnych eliminacjach | Pkt. | Msc. |
| ---- | -------- | -------- | ------------------------------------ | ------------------------------------ | ------------------------------------ | ------------------------------------ | ---- | ---- |
| 1964 |          |          |                                      | Czechosłowacja                       |                                      |                                      | ?    | ?    |
| 1964 | Mustang  | Wartburg | -                                    | 7                                    | ?                                    | ?                                    | ?    | ?    |
| 1965 |          |          |                                      | Czechosłowacja                       |                                      |                                      | ?    | ?    |
| 1965 | Mustang  | Wartburg | 8                                    | 10                                   | ?                                    |                                      | ?    | ?    |
| 1966 |          |          |                                      |                                      |                                      |                                      | 0    | NS   |
| 1966 | Mustang  | Wartburg | 11                                   | -                                    | -                                    | -                                    | 0    | NS   |

### Czechosłowacka Formuła 3
| Rok  | Zespół         | Samochód | Silnik   | Wyniki w poszczególnych eliminacjach | Wyniki w poszczególnych eliminacjach | Wyniki w poszczególnych eliminacjach | Wyniki w poszczególnych eliminacjach | Pkt. | Msc. |
| ---- | -------------- | -------- | -------- | ------------------------------------ | ------------------------------------ | ------------------------------------ | ------------------------------------ | ---- | ---- |
| 1964 |                |          |          | Czechosłowacja                       | Czechosłowacja                       | Czechosłowacja                       |                                      | ?    | 5    |
| 1964 | Mustang Racing | Mustang  | Wartburg | 4                                    | NU                                   | 5                                    |                                      | ?    | 5    |
| 1965 |                |          |          | Czechosłowacja                       | Czechosłowacja                       | Czechosłowacja                       | Czechosłowacja                       | 80   | 5    |
| 1965 | Mustang Racing | Mustang  | Wartburg | NU                                   | NU                                   | 1                                    | NU                                   | 80   | 5    |

### Wschodnioniemiecka Formuła 3
| Rok  | Zespół         | Samochód | Silnik   | Wyniki w poszczególnych eliminacjach | Wyniki w poszczególnych eliminacjach | Wyniki w poszczególnych eliminacjach | Wyniki w poszczególnych eliminacjach | Wyniki w poszczególnych eliminacjach | Wyniki w poszczególnych eliminacjach | Pkt. | Msc. |
| ---- | -------------- | -------- | -------- | ------------------------------------ | ------------------------------------ | ------------------------------------ | ------------------------------------ | ------------------------------------ | ------------------------------------ | ---- | ---- |
| 1965 |                |          |          |                                      |                                      |                                      |                                      |                                      |                                      | 0    | NS   |
| 1965 | Mustang Racing | Mustang  | Wartburg | -                                    | -                                    | 10                                   | -                                    | -                                    | -                                    | 0    | NS   |